# 長頭症
長頭症（ちょうとうしょう、英：dolichocephaly）とは、明らかに頭の前後径が横径に比較して増加している状態のこと。

## 沿革
欧米と日本では、沿革に大きな違いがある。

### 欧米
欧米では、うつ伏せ寝が乳幼児突然死症候群の危険因子であることが判明したため、うつ伏せ寝の文化から仰向け寝の文化へと一大転換が図られた。しかし、その結果として乳幼児の頭蓋変形が飛躍的に増加し、頭蓋変形に対する医学的な研究が発展するとともに社会的な意識も高まった。そこで、「頭の形は親の責任（plagiocephaly is the parents' fault）」という考え方が広まりつつある。

### 日本
他方、日本では、そもそも仰向け寝の文化であったことに加えて、下記のような誤解が蔓延しているため、頭蓋変形に対する意識が高まらず、現在に至っている。
- 「頭の形は遺伝で決まる」という誤解
- 「頭の歪みは自然に治る」という誤解[6]
- 「いびつ頭は健康に影響しない」という誤解

## 種類

### 骨癒合性長頭症
骨癒合性長頭症（こつゆごうせいちょうとうしょう、英：synostotic dolichocephaly）とは、矢状縫合が早期癒合することによって発症する長頭症のこと。頭蓋骨縫合早期癒合症の1種である。この骨癒合性長頭症の亜型に舟状頭がある。

### 頭位性長頭症（変形性長頭症）
頭位性長頭症（とういせいちょうとうしょう、英：positional dolichocephaly）または変形性長頭症（へんけいせいちょうとうしょう、英：deformational dolichocephaly）とは、骨盤位（いわゆる逆子）や吸引分娩などの外圧により乳幼児の頭蓋が変形することによって発症する長頭症のこと。位置的頭蓋変形症の1種である。

## 疫学

### 日本
日本では、調査・研究されてはいないため、不明である。ただ、日本は欧米ほど頭蓋変形に対する意識が高くないため、欧米よりも多いと考えられる。

### アメリカ
アメリカでは、1歳未満の乳児の16～48％に位置的頭蓋変形がみられた。

## 診断
まずは、頭蓋骨縫合早期癒合症の診断を行う。
頭蓋変形に該当するかどうかは、頭長幅指数（英：cephalic index）によって診断する。

## 原因
頭位性長頭症は、胎児期や乳児期に頭蓋へ外圧が加えられることによって発症する。

### 出生前
- 骨盤位（いわゆる逆子）
これが、頭位性長頭症の主原因の１つである[9]。
- 横位
- 多胎
- 児童の骨盤腔内への早期下降

### 出生時
- 産道を通る際の外圧
- 鉗子分娩
- 吸引分娩
これが、頭位性長頭症の主原因の１つである。

### 出生後
- 向き癖
- ベビーカーやベビーシート
そのため、ベビーカーやベビーシートに乗せる時間を減らすよう勧告されており、代わりに抱っこ紐が推奨されている。どうしてもベビーカーやベビーシートに乗せるのであれば、巻いたタオルや枕を使うことが望ましい。
- 頭部の打撲

## 健康への影響

### 発達遅滞
発達遅滞（英：developmental delay）を生じさせる可能性がある。厚生労働省の医療ニーズの高い医療機器等の早期導入に関する検討会においても以下のように記載されている。

### 頭痛
頭痛を発症する可能性がある。

### 顎関節症
顎関節症（英：Temporomandibular joint disorder）を発症する可能性がある。

### 斜頸
二次的斜頸（英：Torticollis）を発症する可能性がある。

### 脊柱側彎症
脊柱側彎症（英：Scoliosis）を発症する可能性がある。

## 外見への影響

### 顔面変形
位置的頭蓋変形症は顔面変形を伴うので、『位置的頭蓋顔面変形症』と呼称されることもある。斜頭症は、非対称的な顔面になりやすい。

### 歯列異常
歯列異常を発症する可能性がある。

## 日常生活への影響
自転車用のヘルメットが合わなかったり、眼鏡が斜めになる。

## 予防
頭位性長頭症には、以下のような予防法がある。

### タミータイム
タミータイム（英：tummy time）とは、乳幼児が起きているときに、保護者などの厳重な監督のもとで、乳幼児を腹ばいにして過ごさせる方法のこと。

### 体位変換法
体位変換法（英：repositioning）とは、乳幼児の頭の同じ位置ばかりが下に来ないように、乳幼児の体位を変える方法のこと。
治療法としても有効である。

## 治療
どちらの長頭症も治療が必要である。厚生労働省の医療ニーズの高い医療機器等の早期導入に関する検討会においても以下のように記載されている。

### 外科治療
骨癒合性長頭症は、外科治療を行うのが一般的である。

### ヘルメット治療
頭位性長頭症は、頭蓋形状矯正ヘルメットによって矯正治療を行うのが一般的である。治療できるのは定頸する生後3カ月から大泉門が閉鎖する生後18カ月までとされている。至適開始時期については、生後5～6カ月といわれている。治療開始後に、医師が主導となって健診やヘルメット調整を行う場合と、技師（義肢装具士）が主導となってヘルメット調整を行う場合とに分かれる。 国産第一号:アイメット(Aimet)、大学病院取扱数国内一位：クルム(Qurum)などがある。
骨癒合性長頭症でも、術後にヘルメット治療を行う場合がある。

ヘルメット治療については、厚生労働省の医療ニーズの高い医療機器等の早期導入に関する検討会において以下のように記載されている。
日本で流通しているヘルメットは以下の通り。
- アイメット（英: Aimet）[16]
- クルム (英: Qurum)[17]
- ベビーバンド（英：babyband）[18]
- スターバンド（英：STARband）[19]
- ミシガン頭蓋形状矯正ヘルメット（ミシガン大学式頭蓋形状誘導ヘルメット、英：Michigan Cranial Reshaping Orthosis）
- アイメット・ネオ（英：Aimet Neo）[20]

## 註釈
1. 1 2  Elements of morphology: Standard terminology for the head and face
2. 1 2  日本小児遺伝学会「国際基準に基づく小奇形アトラス 形態異常の記載法 ―写真と用語の解説」
3. ↑  Laughlin, J.; Luerssen, T. G.; Dias, M. S.; Committee On Practice Ambulatory Medicine (2011). "Prevention and Management of Positional Skull Deformities in Infants". Pediatrics. 128 (6): 1236–41. doi:10.1542/peds.2011-2220. PMID 22123884.
4. ↑  たとえば、Is plagiocephaly the parents fault? - BabyCenter
5. ↑  第２２回　医療ニーズの高い医療機器等の早期導入に関する検討会について - 厚生労働省
6. ↑  高槻病院 赤ちゃんの頭の形外来参照
7. ↑  http://www.ncbi.nlm.nih.gov/pubmed/18678803
8. ↑  Choices, NHS. "Plagiocephaly and brachycephaly (flat head syndrome) - NHS Choices". www.nhs.uk. Retrieved 2016-05-30.
9. ↑  三宅裕治「新生児の頭蓋変形と骨盤位の関係」
10. ↑  http://www.ncbi.nlm.nih.gov/m/pubmed/16222180/?i=22&from=plagiocephaly%202005
11. 1 2 3 4 5  医院紹介 - AHS Japan
12. ↑  藍原康雄「乳幼児における位置的頭蓋顔面変形症に対するMolding Helmet治療の有用性」（医学のあゆみ 243(10): 916 -917 2012）
13. ↑  阪下和美『正常ですで終わらせない！子どものヘルス・スーパービジョン』（東京医学社、2017/4/15、ISBN 978-4885632761）pp89‐90。
14. ↑  Cleveland Clinic（クリーブランド・クリニック）"Repositioning Techniques for Infants"
15. ↑  高槻病院 赤ちゃんの頭の形外来
16. ↑  日本生まれの完全オーダーメイドなヘルメット アイメット - アイメット(Aimet)
17. ↑  赤ちゃんの未来まで｜日本製頭蓋矯正ヘルメット クルム - クルム(Qurum）-
18. ↑  “赤ちゃんの頭の形を治療する頭蓋形状矯正ヘルメット ベビーバンド”. ベビーバンド(babyband) - 頭蓋形状矯正ヘルメット. 2022年12月10日閲覧。
19. ↑  スターバンド - AHS Japan
20. ↑  アイメット・ネオ